# Artur Radvanský
Artur Radvanský, rodným příjmením Thüeberger (24. listopadu 1921 Radvanice – 1. listopadu 2009 Praha) byl český chemik. Byl židovského původu a po celou druhou světovou válku byl vězněn, postupně v šesti koncentračních táborech. 

## Život
Artur Radvanský se narodil do židovské rodiny v Radvanicích (dnes součást Ostravy). Původní příjmení rodiny znělo Tüeberger, při narození Arturova otce (* 1888, Jawiszowice) z něj chybou faráře vzniklo Thüeberger. Tatínek byl obchodním příručím, maminka švadlena. V rodině se dodržovaly židovské svátky a košer strava. Tatínek ale v sobotu nedodržoval šábes a pracoval, aby nepřišel o zákazníky. Stal se členem živnostenské strany.
Artur měl ještě dva mladší bratry, dvojčata Karla a Maxe. V důsledku příbuzenského vztahu rodičů (bratranec a sestřenice) se však narodili hluchoněmí a mentálně postižení.
Studoval na gymnáziu v Orlové. Po německé okupaci Moravy a Slezska nemohl už dál studovat. Potají začal s kamarády pomáhat odpůrcům nacistického režimu uprchnout z protektorátu. Uprchlíky převáděli do Polska podzemím dolu Ludvík. Už v srpnu 1939 byl však zatčen gestapem. Byl nezletilý, a proto byl zatčen i jeho otec, který s odbojovou činností neměl nic společného. Nikdy mu to však nevyčetl.

## Druhá světová válka
Artur Thüeberger se nejdříve dostal do vězení v Ostravě a pak v polském městě Rawicz (německy Rawitsch). Do konce války prošel šesti koncentračními tábory:
1. 1939 koncentrační tábor Buchenwald (říjen 1939 – březen 1942) – V listopadu 1939 zde zemřel hlady jeho otec poté, co vězňové v lágru po nepovedeném atentátu na Hitlera nedostali tři dny najíst. Arturovi zde velmi pomohl vedoucí vězeňské nemocnice, mladý německý komunista Walter Krämer. Setkal se zde také s Josefem Plojharem, později s KSČ kolaborujícím knězem a ministrem. V Buchenwaldu u něj Radvanský oceňoval jeho statečnost a lidství.[1]
2. 1942 koncentrační tábor Ravensbrück (od března 1942)
3. 1942 koncentrační tábor Sachsenhausen (do října 1942)
4. 1942 koncentrační tábor Osvětim (říjen 1942 – 17. 1., únor 1945 pochod smrti) – zde při selekci uvedl, že má za sebou dva semestry medicíny na Univerzitě Karlově, díky tomu pak pracoval na gynekologické ambulanci. V Osvětimi se také setkal s dr. Josefem Mengelem.
5. 1945 koncentrační tábor Mauthausen (od února 1945)
6. 1945 koncentrační tábor Ebensee (do 6. 5. 1945) – zde pracoval při vrtání štol pro stavbu továrny na rakety V-2. Poté byl součástí tzv. „Himmelfahrt“ komanda, které vykopávalo nevybuchlé bomby. V tomto táboře se setkal s kanibalismem.[1]

## Po válce
Po návratu domů zjistil, že celá jeho rodina zahynula. Maminka zemřela v roce 1942 v Malém Trostinci v Bělorusku. Bratři zemřeli v ústavu eutanazie v Kroměříži. Prarodiče z matčiny strany zahynuli v roce 1942 v koncentračním táboře Treblinka nebo Majdanek.
Teprve po válce dokončil na žižkovském gymnáziu středoškolské vzdělání, v červenci 1946 složil maturitu.
V Osvětimi potkal svou budoucí manželku Alžbětu Kürti (1918–2007), i když tam s ní nikdy nepromluvil. Pracovala tam jako tlumočnice a písařka, uměla pět jazyků. Poprvé s ní mluvil až v roce 1946 v Praze. Narodila se jim dcera Anička a v roce 1956 syn Jiří. Po narození syna se však u Alžběty projevila schizofrenie, zřejmě v důsledku psychických traumat na oddělení gestapa v Osvětimi. Byla léčena elektrošoky, zůstala nesvéprávná.
V roce 1951 Artur Radvanský vystudoval VŠCHT. Po studiu nastoupil do Akademie věd, kde do roku 1977 pracoval jako chemik. V roce 1955 si změnil příjmení Thüeberger na Radvanský.
Téhož roku se rodina přestěhovala do Prahy-Suchdola. O dva roky později se Radvanský stal tajemníkem židovských obcí v Čechách a na Moravě. Tím zůstal do roku 1984, kdy odmítl spolupráci s StB, čímž o funkci přišel. V té době dostal infarkt. Poté, co se zotavil, začal dělat správce nového židovského hřbitova na Olšanech, a to až do roku 1994.
Spolu s Michaelou Vidlákovou, která v dětství prošla Terezínem, se angažoval v Terezínské iniciativě. Od roku 1989 na školách v Česku, Německu a Rakousku přednášeli o holokaustu. 

## Ve filmu
- Mengele mi říkal prosím, televizní dokument, režie Martin Slunečko, 2023

## Dílo
- RADVANSKÝ, Artur: A přece jsem přežil, Studio Gabreta, 2008, ISBN 978-80-86610-31-3 (z něm. originálu Trotzdem habe ich überlebt vyd. 2006 přeložil Tomáš Podivínský)

## Ocenění
- Čestný občan Prahy-Suchdola in memoriam (2014)